# منطقه جیانگجین
جیانگجین (به چینی: 江津区، به پین‌یین: Jiāngjīn Qū) یک منطقهٔ شهرداری تابع شهر چونگ‌چینگ، در جمهوری خلق چین است.